# The Honourable Company of Edinburgh Golfers

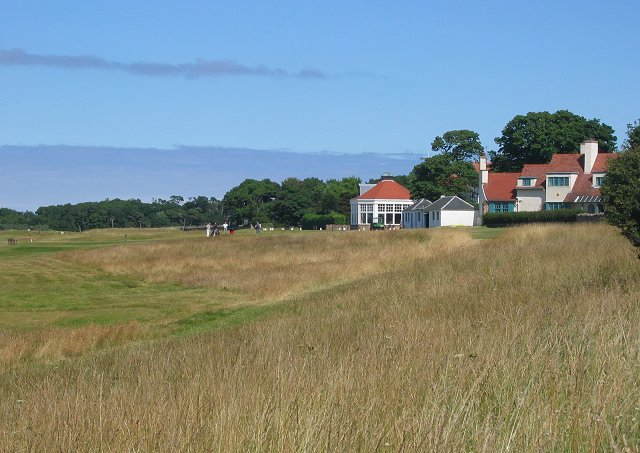
Muirfield

The Honourable Company of Edinburgh Golfers, Muirfield är världens äldsta golfklubb, fast spelet golf är flera århundraden äldre. Klubbens arkiv sträcker sig tillbaka till 1744 då den skapade tretton regler för golfspel för sin första tävling. Klubben spelade de fem hålen på Leith Links i nästan ett sekel men flyttade 1836 till Musselburghs Old Course med 9 hål. Som så många andra prestigefulla skotska banor inklusive Royal and Ancient Golf Club of St Andrews är Musselburgh en bana öppen för allmänheten. 1891 byggde klubben en privat golfbana i Muirfield.
Muirfield har hållit The Open Championship femton gånger (senast 2002), The Amateur Championship, Ryder Cup, Walker Cup, Curtis Cup samt många andra turneringar.